# Caterina Valente

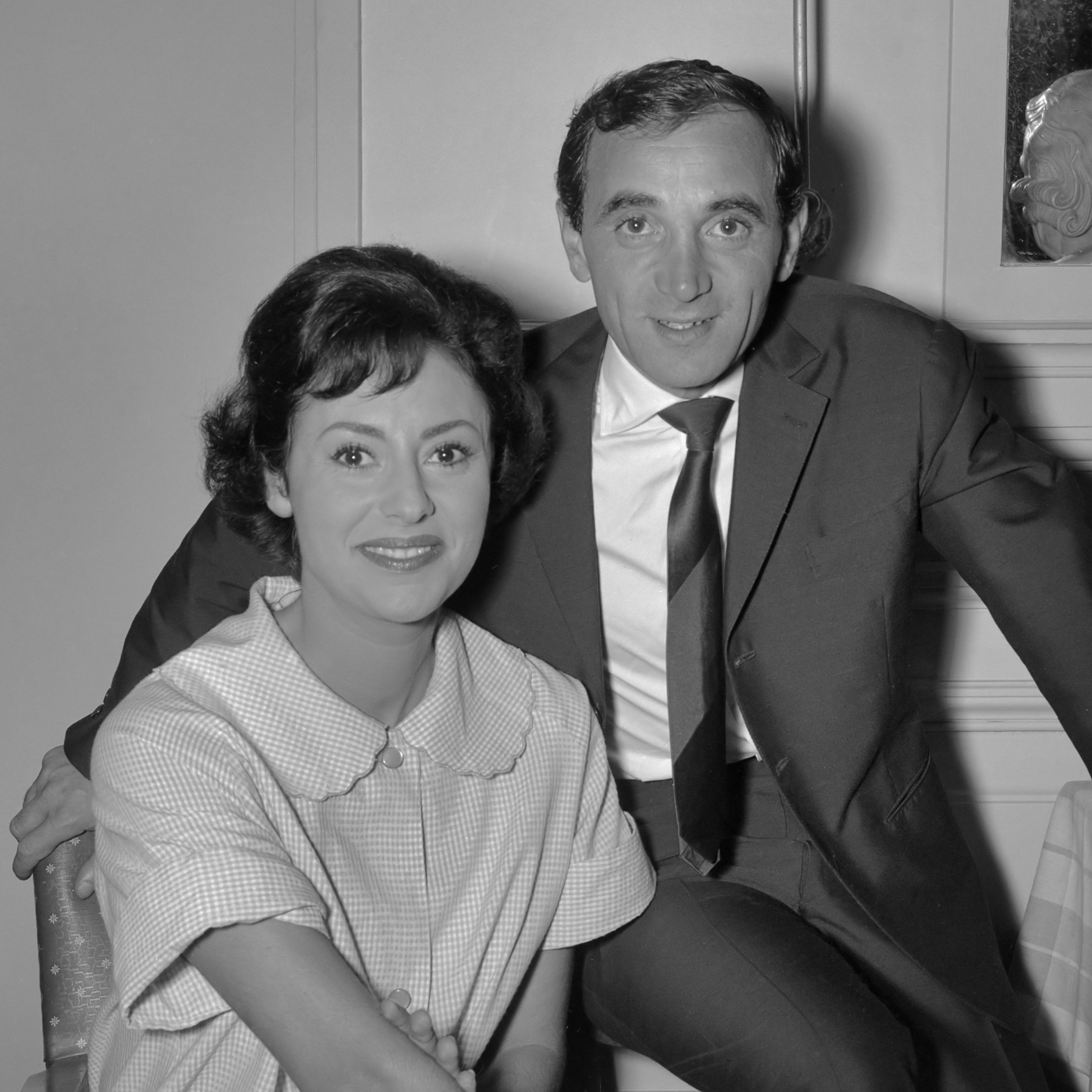
Met Charles Aznavour, 1961

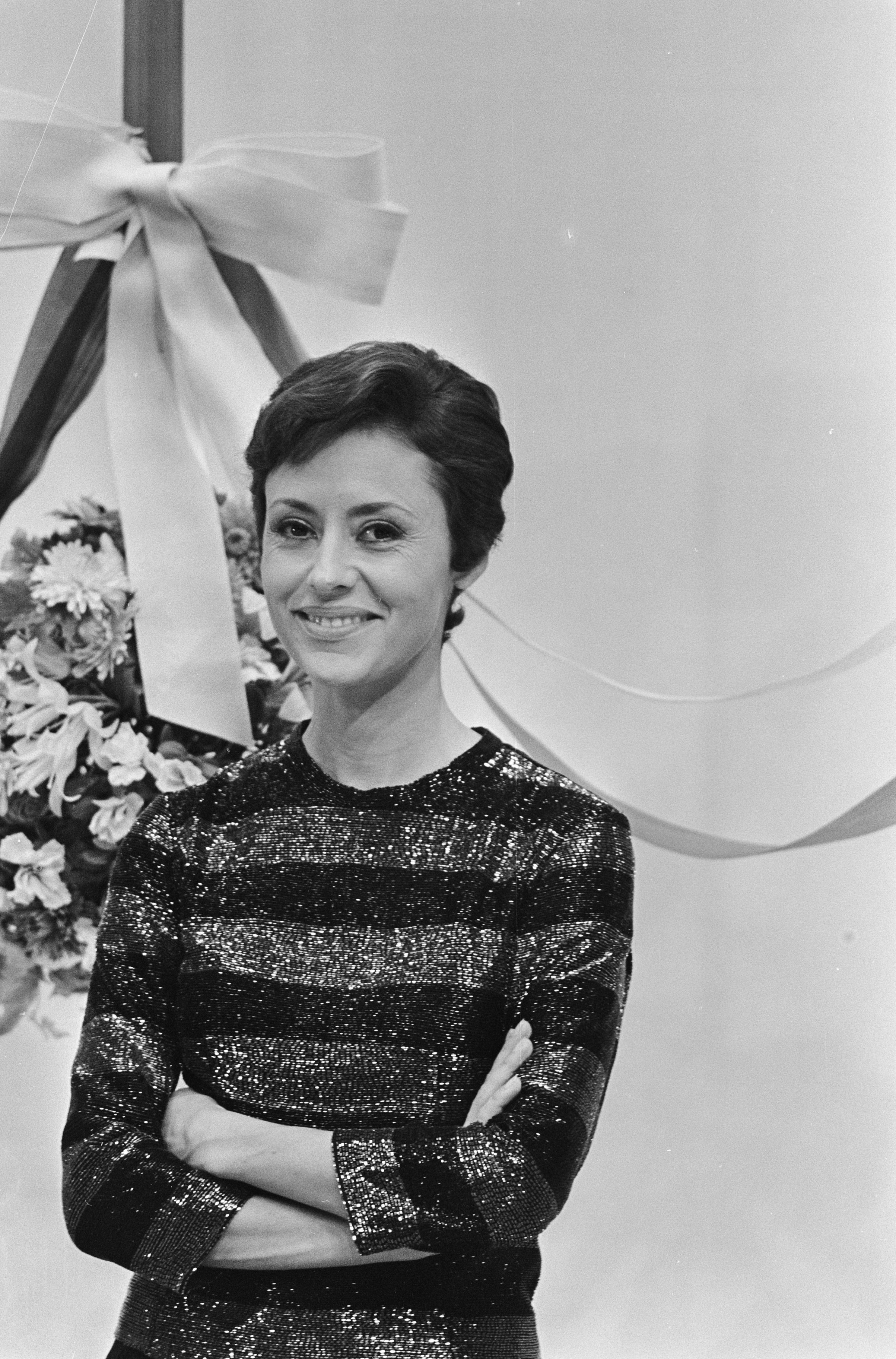
1966

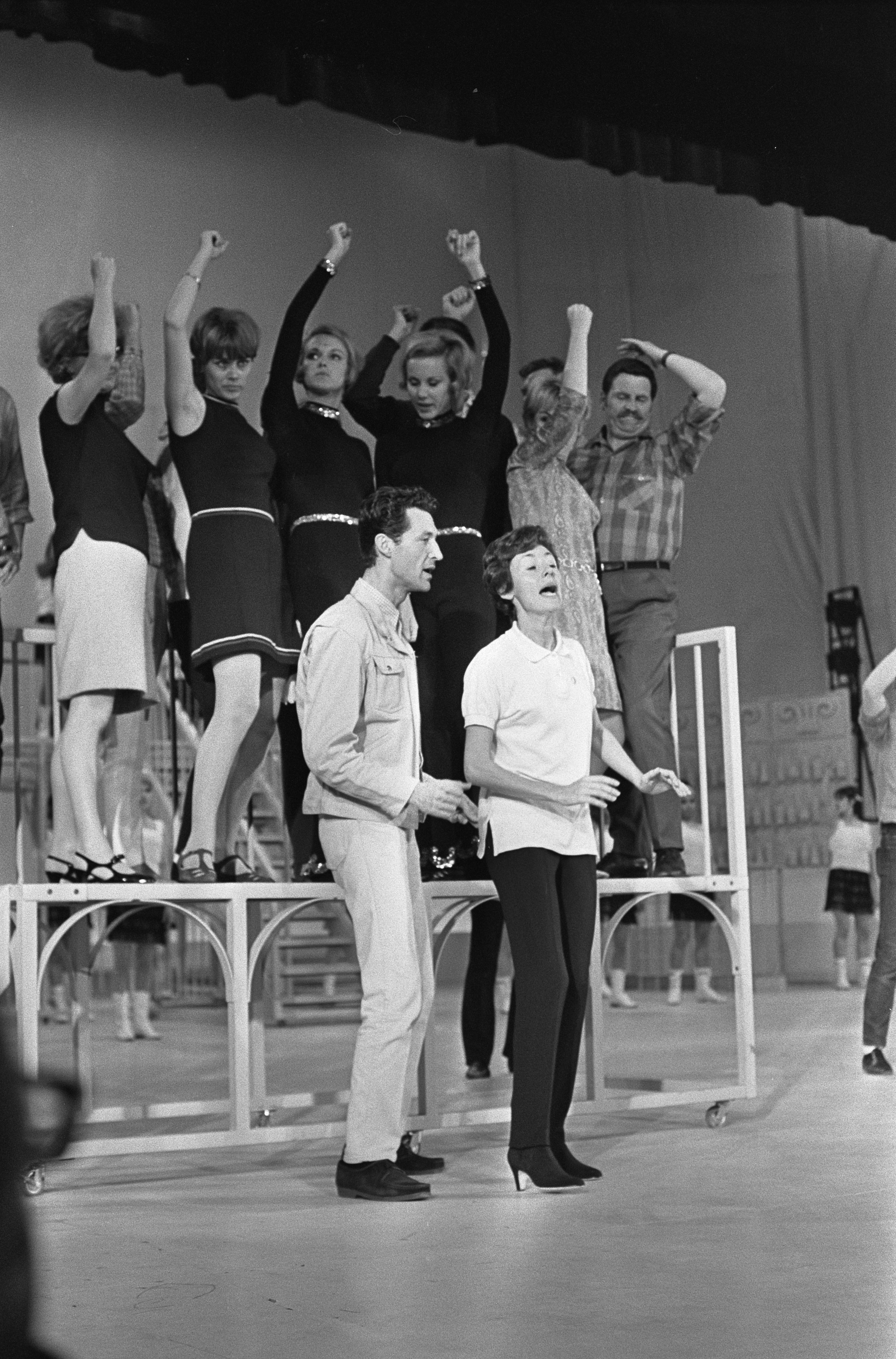
Met broer Silvio Francesco, 1967

Caterina Germaine Maria Valente (Parijs, 14 januari 1931 – Lugano, 9 september 2024) was een Frans-Italiaanse zangeres. Ze was in de jaren vijftig tot omstreeks 1965 in Nederland en België enorm populair. Valente was samen met haar broer Silvio Francesco ook succesvol in het theater, de film en later op tv.

## Levensloop

### Vroege jaren
Valente werd geboren te Parijs als dochter van de accordeonist Giuseppe Valente, en de muzikale clown Maria Valente. In 1952 huwde ze met jongleur Erik von Aro, die haar manager werd.
Ze begon als zangeres en danseres bij het circus Grock en maakte in 1953 haar eerste platenopnamen als zangeres van het orkest Kurt Edelhagen op het platenmerk Polydor. Haar eerste grote hit had ze in 1954 met Ganz Paris träumt von der Liebe, de Duitse vertaling van I love Paris van Cole Porter. Malaguena dateert uit datzelfde jaar.

### Internationale roem
Ze werd tussen 1954 en 1962 de bekendste schlagerzangeres. Midden jaren 1950 trok Valente geregeld met Bobbejaan Schoepen op tournee door Duitsland. In 1960 bracht ze ook een door Schoepen gecomponeerd succesnummer uit in Italië: In de schaduw van de mijn, ofwel Amici miei. In 1955 stond ze in Nederland in de hitparade met achtereenvolgens Malaguena, The breeze and I, Siboney, Baiao Bongo en Fiesta Cubana. 1956 zette ze in met de Franse en Spaanse versie van Granada waarna ze in de film Bonjour, Kathrin de gelijknamige song zong, en Steig' in das Traumboot der Liebe. Uit hetzelfde jaar dateert Wo meine Sonne scheint, de Duitse vertaling van Island in the sun van Harry Belafonte en Bouquet de rêves. Tiptipitipso uit 1957 was begin 1958 haar eerste grote hit in de Nederland en België, gevolgd door Spiel' noch einmal für mich Habanero, in het Frans Jéremie, met Une nuit à Rio Grande als b-zijde. In juli 1958 stond ze ook met Melodia d' amore in de hitlijsten.

### Verdere successen
In 1959 stapte ze over naar Decca. Daar werd ze begeleid door het RIAS Tanzorchester van Werner Müller. Tschau, tschau Bambina, de Duitse vertaling van Domenico Modugno's San Remohit Piove, werd in Nederland in 1959 nummer 1 en stond zes maanden in de hitparade. Met Sweetheart, my darling, mijn schat/Bon giorno deed ze het nog beter; het werd eveneens nummer 1 en stond acht 8 maanden in de hitparade. Polyglot Caterina, die inmiddels in twaalf talen zong, zong het nummer in een merkwaardig Nederlands, in een arrangement van Werner Müller. In 1959 stond ze met negen nummers in de Duitse hitparade. Tot 1963 stond ze in de Lage Landen bijna onafgebroken in de hitparade met al of niet originele Nederlands- en Duitstalige nummers als La strada del amore, Mijn souvenir (My happiness van Connie Francis), Marina (Rocco Granata), Adonis/Er is geen dag, Zu viel Tequila (Too much tequila), Zeeman (Seemann van Lolita), Itsy bitsy, teeny weeny (Brian Hyland), Oh, Valentino (Connie Francis), Ein Schiff wird kommen (Lale Andersen), Suco, suco (Alberto Cortez, Ping Ping), Pepe (Duane Eddy), Quando, quando (samen met broer Silvio Francesco, oorspronkelijk een San Remohit uit 1962 van Tony Renis), Gondola, gondoli en Tango Italiano, (eveneens San Remohits uit 1962, van respectievelijk Bruni en Ernesto Bonino en Milva en Sergio Bruni), Tout l'amour (Passion flower), Leçon de twist (ook samen met broer Silvio Francesco).

### Latere carrière
Toen eind jaren zestig haar ster in Europa begon te tanen, trok ze naar de Verenigde Staten, waar ze, net als Ivo Robic, via de Perry Como-show al bekendheid genoot. Como had in 1962 al Caterina aan haar opgedragen. Ze zong nu meer jazzy nummers en chansons. In 1974 laste ze een pauze in om haar zoon Alexander ter wereld te brengen en daarna trok ze verder de wereld rond, waarbij ze haar stemvirtuositeit etaleerde. In de jaren tachtig trad ze regelmatig op in Duitse televisieshows, waarna het stiller rond haar werd. Uit die jaren dateert een potpourri-album van haar vroegere hits. Sindsdien leefde ze teruggetrokken in haar villa in Zwitserland, aan het meer van Lugano, waar ze op 9 september 2024 overleed. Ze werd 93 jaar oud.

## Beknopte discografie
- ---- - Die Bimbam, BinaBimbam
- ---- - Ein Seemannsherz
- ---- - Verlorene Liebe tut weh
- ---- - Wenn Matrosen aus Piräus tanzen geh'n
- ---- - Ich lass' dich niemals mehr allein (& Silvio Francesco)
- ---- - Es war in Portugal (& Silvio Francesco)
- 1954 - Ganz Paris Traümt von der Liebe
- 1955 - Eventuell (& Peter Alexander)
- 1955 - Sing baby sing (& Peter Alexander)
- 1955 - Steig' in das Traumboot der Liebe (& Silvio Francesco)
- 1956 - Ich wär' so gern bei dir
- 1956 - Bonjour Kathrin
- 1956 - Komm ein bisschen mit nach Italien (& Peter Alexander & Silvio Francesco)
- 1957 - Tipitipitipso
- 1958 - Dich werd' ich nie vergessen
- 1958 - Wo meine Sonne scheint
- 1958 - Spiel noch einmal für mich, Habanero
- 1958 - Musik liegt in der luft
- 1959 - Tschau, tschau bambina
- 1959 - Sweetheart my Darling mijn Schat
- 1959 - Der Gondoliere sang nie mehr so schön
- 1959 - Rote Rosen werden blüh'n (& Silvio Francesco)
- 1960 - Zeeman
- 1960 - Itsy bitsy teenie weenie Honolulu strand Bikini (& Silvio Francesco)
- 1960 - Oh Valentino
- 1960 - Ein Schiff wird kommen
- 1961 - Pepe
- 1961 - Glocken der Liebe
- 1961 - Rosalie muss nicht weinen
- 1961 - Sucu sucu
- 1961 - Der Sheriff von Arkansas ist 'ne Lady
- 1962 - Gondoli, gondola/Tango Italiano
- 1962 - Kleiner Gonzales (& Silvio Francesco)
- 1962 - Quando quando quando (& Silvio Francesco)
- 1962 - Einmal weht der Südwind wieder (& Silvio Francesco)
- 1963 - Hawaiiana Melody
- 1964 - Das war der erste Kuss/Im Kabarett der Illusionen
- 1968 - Tausend rosa-rote Pfeile

## Filmografie
- 1962 - Drei Liebesbriefe aus Tirol
- 1962 - Tanze mit mir in den Morgen
- 1962 - Zwischen Schanghai und St. Pauli
- 1962 - Sein bester Freund
- 1963 - Sing, aber spiel nicht mit mir
- 1963 - Hochzeit am Neusiedler See
- 1967 - Das Kriminalmuseum (tv-serie) – Kaliber 9

- Bibsys: 8046975
- Biblioteca Nacional de España: XX1574288
- Bibliothèque nationale de France: cb13900672n (data)
- Gemeinsame Normdatei: 118805398
- International Standard Name Identifier: 0000 0000 7824 4380
- Library of Congress Control Number: n86037534
- Nationale Bibliotheek van Letland: 000304006
- MusicBrainz: f8914fed-92f4-4aad-b087-aa29ed509452
- Nationale Bibliotheek van Polen: a0000002682729
- Nederlandse Thesaurus van Auteursnamen: 07465053X
- Réseau des bibliothèques de Suisse occidentale: 02-A008685219
- Istituto Centrale per il Catalogo Unico: UBOV880166
- Système universitaire de documentation: 197774032
- Virtual International Authority File: 17409137
- WorldCat: E39PBJtGYxw3cYMwDX8wcV74MP